# Cucurbalsaminol B
Cucurbalsaminol B o 7β-methoxycucurbita-5,23(E)-diene-3β,12β,25-triol,   es un compuesto químico con la fórmula  C31H52O4,  que se encuentra en Momordica balsamina. Es un cucurbitane tipo triterpenoides, relacionado con cucurbitacina, aislado por C. Ramalhete y otros en 2009.
Cucurbalsaminol B es un polvo amorfo soluble en metanol y acetato de etilo pero insoluble en n-hexano. Es citotóxica en alrededor de 50 μM.